# Хам і Яфет
Хам і Яфет (повна назва: Хам і Яфет: з приводу десятих роковин 16/29 квітня 1918 р.) — політичний памфлет українського політичного діяча, публіциста В'ячеслава Липинського, що присвячений розгляду причин поразки української державності у революційних подіях 1917—1921 років. Написаний автором у 1928 році в еміграції в Австрії у місті Грац. Виданий цього ж року у Львові у видавництві «Поступ».
У цій праці Липинський закликає зрозуміти джерело трагічних сторінок українського минулого через призму біблейської історії про синів Ноя Хама та Яфета.
Згідно з Біблією, Хам і Яфет випадково побачили свого батька Ноя, який спав повністю голим. Хам почав насміхатися над батьком, а Яфет відвернувся, щоб не бачити наготи свого батька, підійшов та накинув на Ноя покривало. За це Бог присудив народам, що пішли від Хама бути слугами нащадкам Яфета.
В'ячеслав Липинський вважав, що кожен народ має в собі й Хамову Силу (Хамство) та Яфетову Силу. Причиною поразки української державності є перевага Хамства у народі. Допоки народ, бачачи недосконалість (наготу) свого керівництва, буде лише насміхатися та зловтішатися, він буде служити іншим державам. Коли ж він, як Яфет, прикриє наготу, буде працювати, щоб усунути всі недоліки, тоді він зможе побудувати державу. Українцям потрібно перемогти Хамство кругом себе і перш за все в собі. Проте у XX столітті в Україні Хамство переважало над Яфетовою Силою.

## Цитати з твору
| Хаме український, помимо все — Земляче таки Рідний! Зло, яке ти робиш Українській Землі тобі трудно зрозуміти. Ти не любиш, коли тобі про нього говорити. — Все це теорії, а я признаю лише життя; все це було, тепер буде инакше — кажеш ти. — Може захочеш принаймні зрозуміти зло, яке робиш самому собі: наслідки твого хамства для тебе-ж. |
| Як не може бути без Яфетової Сили — України, так не може бути Сили Яфетової без непорушної, безкомпромісової внутрішньої моралі. |